# Giovanni Bausan (sous-marin)
Le Giovanni Bausan est un sous-marin d'attaque côtier de la classe Pisani construit à la fin des années 1920 pour la Marine royale italienne.
Le sous-marin a joué un rôle mineur dans la guerre civile espagnole de 1936-1939 en soutenant les nationalistes espagnols.
En raison de son âge, son utilité était limitée et il n'a pas connu de véritable service pendant la Seconde Guerre mondiale. Le sous-marin a été mis hors service en 1942 et converti en ponton de chargement à batteries.
Le sous-marin a été nommé d'après Giovanni Bausan (1757-1825), soldat italien, officier de la Marine royale du royaume des Deux-Siciles.

## Conception et description

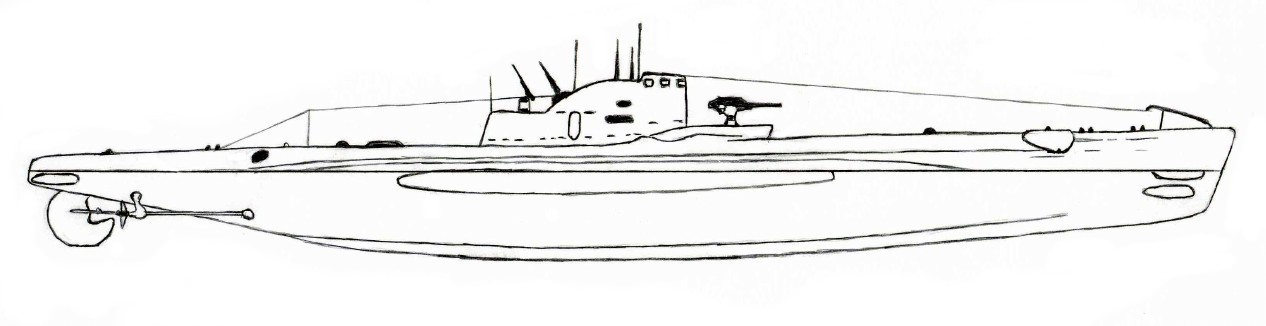
Dessin au trait de la classe "Pisani" (profil droit)

Conçue en parallèle avec les sous-marins de la classe Mameli, la classe Pisani était plus grande pour accueillir plus de carburant et leur donner plus d'autonomie. Ils ont déplacé 880 tonnes en surface et 1 057 tonnes en immersion. Les sous-marins mesuraient 68,2 mètres de long, avaient une largeur de 6,09 mètres et un tirant d'eau de 4,93 mètres. Ils avaient une profondeur de plongée opérationnelle de 90 mètres. Leur équipage comptait 48 officiers et marins.
Pour la navigation de surface, les sous-marins étaient propulsés par deux moteurs diesel de 1 500 chevaux (1 119 kW), chacun entraînant un arbre d'hélice. En immersion, chaque hélice était entraînée par un moteur électrique de 550 chevaux-vapeur (410 kW). Comme les Mameli, leur stabilité était médiocre et ils ont dû être modifiés avec des renflements après leur achèvement. Cela a permis de réduire leur vitesse de 17,25 nœuds (31,95 km/h) en surface et de 8,75 nœuds (16,21 km/h) sous l'eau à 15 nœuds (28 km/h) et 8,2 nœuds (15,2 km/h) respectivement. En surface, la classe Pisani avait un rayon d'action de 5 000 milles nautiques (9 300 km) à 8 nœuds (15 km/h); en immersion, elle avait un rayon d'action de 70 milles nautiques (130 km) à 4 nœuds (7,4 km/h).
Les sous-marins étaient armés de six tubes lance-torpilles de 53,3 centimètres (21 pouces), quatre à l'avant et deux à l'arrière, pour lesquels ils transportaient un total de neuf torpilles. Ils étaient également armés d'un seul canon de pont de 102/35 Model 1914 à l'avant de la tour de contrôle (kiosque) pour le combat en surface. Leur armement anti-aérien consistait en deux mitrailleuses Breda Model 1931 de 13,2 mm.

## Construction et mise en service
Le Giovanni Bausan est construit par le chantier naval Cantiere Navale Triestino (CNT) de Trieste en Italie, et mis sur cale le 20 janvier 1926. Il est lancé le 24 mars 1928 et est achevé et mis en service le 15 septembre 1929. Il est commissionné le même jour dans la Regia Marina.

## Histoire du service
Le Giovanni Bausan, après son entrée en service, a été affecté à la Ve Escadrille de sous-marins croiseurs moyens, basée à Naples, recevant à Gaeta le drapeau de guerre, offert par la communauté locale, le 14 novembre 1929.
Parmi ses premiers commandants se trouvait le capitaine de corvette Giovanni Marabotto.
Dans la nuit du 2 au 3 mai 1932, au cours d'un voyage d'entraînement, le Bausan s'est échoué aux îles Mormorato (près de Punta Falcone, dans les Bouches de Bonifacio). Cependant, le sous-marin a pu se déséchouer sans avoir besoin de l'aide d'autres unités,.
À partir du 7 décembre 1935, sous le commandement du lieutenant de vaisseau Ferruccio Ferrini, il est affecté au IIe Escadron du VIe Grupsom à Leros.
En janvier-février 1937, il a effectué une mission infructueuse (aucun navire suspect n'a été repéré) pendant la guerre civile d'Espagne,.
Du 10 au 13 juin 1940, il effectue (sous les ordres du capitaine de corvette Francesco Murzi) une première mission de guerre au large de Malte. Le 13 juin, alors qu'il rentre à Augusta, il est repéré au large du cap Santa Croce par le sous-marin britannique HMS Grampus (N56), qui lui lance une torpille. Le Bausan l'esquive par une manœuvre d'évitement.
Du 20 au 24 juin, il a effectué une deuxième mission au large du cap Kio, mais il a dû y retourner en raison d'une défaillance des safrans d'étrave.
La troisième mission - du 14 au 21 juillet, entre Pantelleria et Cap Bon - a également dû être interrompue en raison d'une panne de moteur.
En tout, jusqu'à ce moment, il avait accompli 3 missions offensives et 5 missions de transfert, pour un total de 2 791 milles nautiques (5 169 km) de navigation (2 593 milles nautiques (4 803 km) en surface et 198 milles nautiques (366 km) sous l'eau) ; il a ensuite été affecté à l’École sous-marine de Pula,.
Il a effectué des activités d'entraînement du 1er janvier au 8 octobre 1941 pour un total de 90 missions, après quoi, le 18 mai 1942, il est désarmé et transformé en pétrolier portant la marque GR. 251,.
Radiée le 18 octobre 1946, il est ensuite envoyé à la casse.